# Ma'agar Calmon
Ma'agar Calmon (hebrejsky מאגר צלמון, doslova Nádrž Calmon) je umělá vodní nádrž v Izraeli. Nachází se v Dolní Galileji, severozápadně od vesnice Masad a cca 2 kilometry severovýchodně od města Ajlabun.
Délka vodní nádrže dosahuje 1 kilometr. Byla zbudována v roce 1964 v rámci výstavby Národního rozvaděče vody, který je umělým tokem transportujícím vodu z Galilejského jezera do centrálních a jižních částí státu Izrael. V tomto místě rozvaděč vody kříží vodní tok Nachal Calmon, jejichž vody se ale nemísí. Účelem vodní nádrže bylo regulovat vtok vody do Národního rozvaděče vody. Součástí inženýrského díla je i pumpovací stanice, která z nádrže pod tlakem čerpná vodu do potrubí o průměru 2,8 metrů. Po asi 1 kilometru se pak potrubí mění v otevřené koryto, které klesá do údolí Bejt Netofa. Jde o nejvyšší bod Národního rozvaděče vody. Kapacita nádrže dosahuje 1 miliónu kubických metrů. Dno rezervoáru je pokryto metrovou vrstvou jílů, která je na povrchu zpevněna vrstvou betonu o síle 5 centimetrů. Okolo nádrže vede odvodňovací příkop, který zabraňuje průniku vnějších povrchových vod a nečistot do systému.